# Rawo jezik
Rawo jezik (poko-rawo; ISO 639-3: rwa), papuanski jezik skupine krisa, porodice sko, kojim govori 640 ljudi (2003 SIL) u provinciji Sandaun u Papui Novoj Gvineji. Srodan je jezicima isaka [ksi], puari [pux], warapu [wra].
Etnička grupa zove se Rawo. Jezik je proučavao Matthew S. Dryer.

## Vanjske poveznice
- Ethnologue (14th)
- Ethnologue (15th)